# Bernd Grimmer

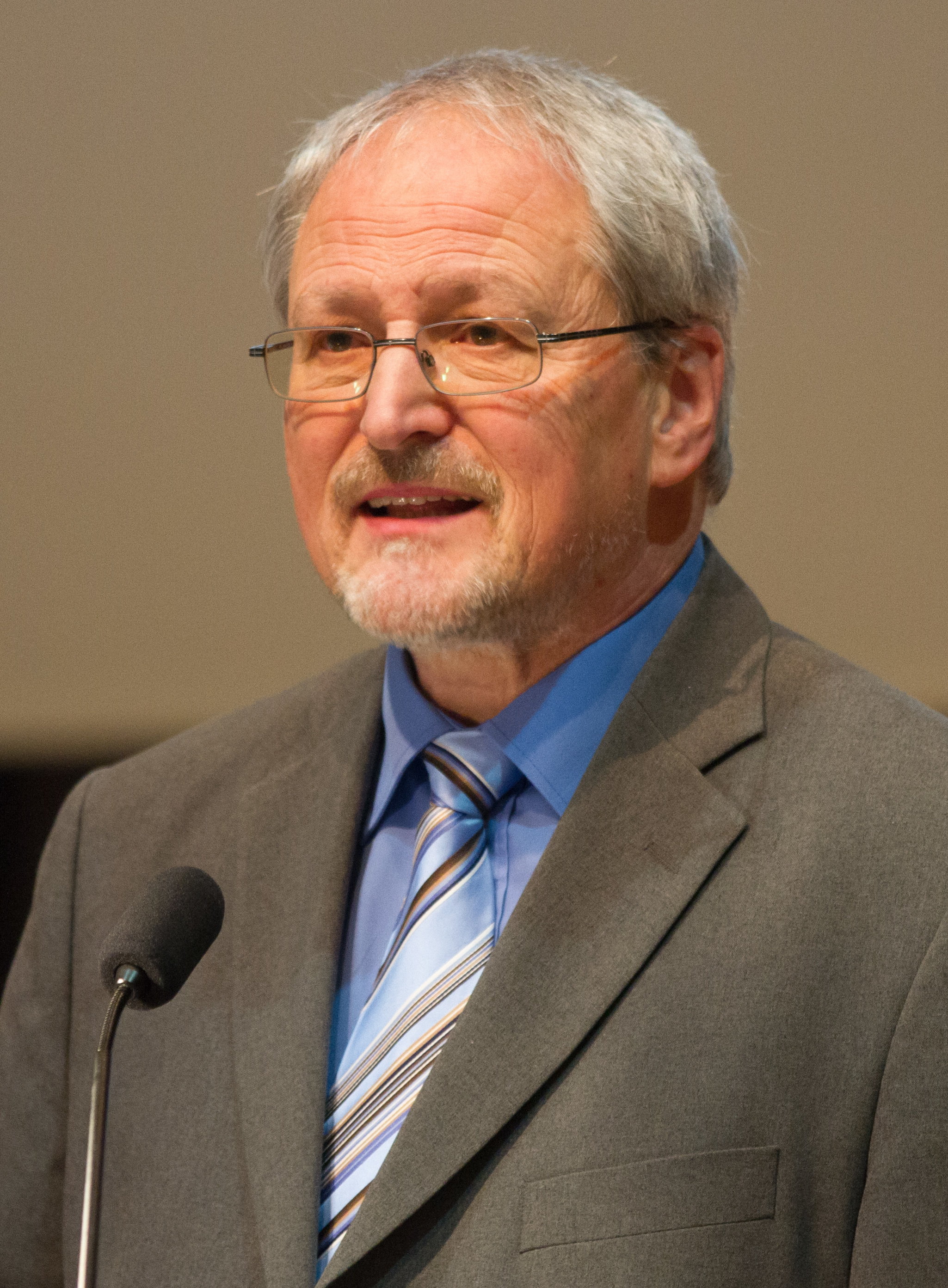
Bernd Grimmer (2015)

Bernd Grimmer (* 30. März 1950 in Pforzheim; † 18. Dezember 2021 ebenda) war ein deutscher Politiker (AUD, Grüne, UB, Freie Wähler, ab 2013 AfD). Er war einer von drei Sprechern des AfD-Landesvorstandes in Baden-Württemberg. Von 2016 bis zu seinem Tod war er Mitglied des Landtags von Baden-Württemberg.

## Leben
Grimmer stammte aus Pforzheim. 1969 legte er am Kepler-Gymnasium Pforzheim sein Abitur mit einem Preis für Leistungen im Fach Musik ab und begann im selben Jahr ein Studium der Volkswirtschaftslehre und Politikwissenschaft in Tübingen und Karlsruhe, das er 1975 als Diplom-Volkswirt abschloss. Von 1975 bis 1979 war er wissenschaftlicher Mitarbeiter am Institut für Hauswirtschaft der Bundesforschungsanstalt für Ernährung.
Danach war er bis zum Jahr 2010 in leitender Funktion bei der Berufsgenossenschaft der Bauwirtschaft in Karlsruhe tätig. Im Jahr 1983 wurde er bei Rolf Funck an der Universität Karlsruhe mit einer Arbeit Auswirkungen verschiedener Standorte auf Lebenshaltungskosten und Güterbeschaffung im ländlichen Raum promoviert.
Im Dezember 2021 starb Grimmer nach dreiwöchiger Krankheit an den Folgen von COVID-19. Er hatte sich nicht gegen COVID-19 impfen lassen und wiederholt Kritik an den Coronaschutzmaßnahmen und der Berichterstattung zur COVID-19-Pandemie in Deutschland geäußert. Unter anderem nannte er Mitte 2020 die Berichterstattung zur Pandemie „Panikmache“. Im September 2021 schrieb er auf Facebook, das „Corona-Regime“ könne „nur noch als krank bezeichnet“ werden.

## Politik
Grimmer gehörte als Mitglied der Aktionsgemeinschaft Unabhängiger Deutscher (AUD), der er von 1968 bis 1979 angehörte, zu den Gründern der Grünen, die er im Jahre 1991 verließ. 1984 war er Mitunterzeichner des Frankfurter Appells gegen Ausländerfeindlichkeit, in dem volle Gleichberechtigung der in Deutschland lebenden Ausländer und die uneingeschränkte Geltung des Asylrechts eingefordert wurde.
Grimmer wurde bei den Kommunalwahlen 1994 für die Unabhängigen Bürger für Pforzheim, eine Initiative von Mitgliedern verschiedener Pforzheimer Bürgervereine, bei einem Ergebnis von 5,4 % der Stimmen für die Liste als einer von zwei Mandatsträgern in den Pforzheimer Stadtrat gewählt. Bei den Kommunalwahlen 1999 und 2004 verteidigte Grimmer sein Mandat.
Im Jahr 2009 trat er den Freien Wählern bei und kandidierte bei der Europawahl 2009 auf Bundeslistenplatz 20 seiner damaligen Partei. Nachdem er etwa ein Jahr lang Landesvorsitzender der Freien Wähler in Baden-Württemberg gewesen war, verließ er im April 2013 diese Partei und trat der AfD bei. Grimmer gehört zu den Unterzeichnern der Erfurter Resolution, des Positionspapiers des rechtsnationalen Flügels der AfD.
In der AfD war Grimmer zunächst Vorsitzender des AfD-Kreisverbands Pforzheim/Enzkreis. Am 25. Juli 2015 wurde er dann auf dem außerordentlichen Landesparteitag in Pforzheim als einer von drei gleichberechtigten Sprechern neben Jörg Meuthen und Lothar Maier zum Sprecher des Landesvorstandes gewählt und blieb bis zur Vorstandsneuwahl im März 2017 im Amt. Für die Landtagswahl in Baden-Württemberg 2016 wurde er von seinem Kreisverband als Kandidat für den Landtagswahlkreis Pforzheim nominiert und errang dann bei der Wahl mit 24,2 % der Wählerstimmen, dem besten Ergebnis für die AfD in Baden-Württemberg, eines von zwei Erstmandaten.
Am 16. März 2016 wurde Grimmer von der AfD-Fraktion zu ihrem parlamentarischen Geschäftsführer gewählt. Am 7. Juli 2016 wurde er in diesem Amt, im Zuge der Auseinandersetzung um Wolfgang Gedeon, wiedergewählt. In der im Oktober 2016 wiedervereinten Landtagsfraktion hatte er kein Amt mehr inne.
Anfang Dezember 2017 unterstützte Grimmer auf dem Parteitag der AfD einen Antrag Wolfgang Gedeons, demzufolge der Begriff des sekundären Antisemitismus abgelehnt werden solle, da dieser ein „ideologischer Kampfbegriff“ sei, der verwendet werde, um „politische Gegner zu diffamieren und die Öffentlichkeit einzuschüchtern“.
Bei der Landtagswahl 2021 erreichte er 15,8 % der Stimmen, was einen Verlust von 8,4 Prozentpunkten darstellte, und verlor damit sein Direktmandat an Felix Herkens von Bündnis 90/Die Grünen. Er zog jedoch über ein Zweitmandat erneut in den Landtag ein. Nach seinem Tod rückte Alfred Bamberger für ihn in den Landtag nach.

## Schriften
- Auswirkungen verschiedener Standorte auf Lebenshaltungskosten und Güterbeschaffung im ländlichen Raum. Wahl, Karlsruhe, 1983,  ISBN 3-88147-015-8 (zugl. Diss. Univ Karlsruhe, 1983).
- 100 Jahre Südwestliche Bau-Berufsgenossenschaft. Südwestliche Bau-Berufsgenossenschaft, Karlsruhe, 1985, DNB 890809607.